# Теснівка (Коростенський район)
Те́снівка — село в Україні, в Коростенському районі Житомирської області. Населення становить 143 осіб. Входить до складу Лугинської селищної громади.

## Історія
У 1906 році слобода Лугинської волості Овруцького повіту Волинської губернії. Відстань від повітового міста 51 верста. Дворів 13, мешканців 83.